# Joseph Vandor
Jožef Vandor (29 octobre 1909, Komárom-Esztergom - 8 octobre 1979, Santa Clara), était un prêtre catholique hongrois, de la Société des salésiens de Don Bosco, missionnaire à Cuba. Il est reconnu vénérable par l'Église catholique.

## Biographie
Jožef Vandor naît à Komárom-Esztergom, territoire appartenant alors à l'empire d'Autriche-Hongrie, dans une famille allemande, modeste et profondément religieuse. Après l'école élémentaire chez les franciscains, il poursuit ses études chez les salésiens. C'est à cette époque que naît sa vocation religieuse et devant son désir d'intégrer l'Institut, les supérieurs lui conseillent d'attendre en raison de sa santé fragile. 
Finalement, en 1927, il devient novice dans la Société salésienne et y fit sa profession religieuse en 1932. Après avoir complété ses études en théologie à Turin, il y est ordonné prêtre le 5 juillet 1936. Animé d'un esprit missionnaire, ses supérieurs l'envoient dès le 9 août suivant en Amérique centrale. Arrivé sur l'île de Cuba, il sert comme aumônier avant d'être nommé, en 1940, recteur de l'école agricole de Moca, en République dominicaine. 
Reconnu pour ses vertus humaines et spirituelles, il fut nommé maître des novices salésiens de la province de Cuba, fonction qu'il occupera jusqu'en 1946. Dans les années 1950, il sert comme confesseur à Santiago de Cuba. À partir de 1954, il est nommé à Santa Clara. Lors de la guérilla et l'instauration du régime communiste menées par Fidel Castro, c'est au péril de sa vie qu'il encouragea dans la foi les fidèles catholiques et fut un médiateur pour obtenir des trêves afin de protéger la population. Dans le même temps, il ouvrit une école catholique alors que l'ensemble des écoles étaient tenues par des cadres du parti communiste. En 1965, il devient curé de la paroisse Notre-Dame du Carmel, où les fidèles viennent nombreux pour obtenir ses conseils et ses prières. 
À partir de 1976, Jožef Vandor doit se déplacer en fauteuil roulant à cause d'intussusception. Malgré la maladie, il poursuit son apostolat missionnaire jusqu'à sa mort, survenue le 8 octobre 1979.

## Béatification
Le 8 février 2003, la Congrégation pour les causes des saints autorise le diocèse de Santa Clara de Cuba d'introduire la cause en béatification et canonisation de Jožef Vandor. Le 10 août 2008, l'enquête diocésaine s'est clôturée et transférée à Rome pour y être étudiée par le Saint-Siège.
Le 20 janvier 2017, le pape François reconnaît l'héroïcité de ses vertus et le déclare vénérable.